# Trostjanec (okres Rachov)
Trostjanec, ukrajinsky Тростянець, maďarsky Trosztyanec, je osada obce Kvasy, v Jasiňské územní komunitě (hromadě), v Rachovském okresu Zakarpatské oblasti Ukrajiny. V roce 2025 zde žilo 377 obyvatel.

## Příroda

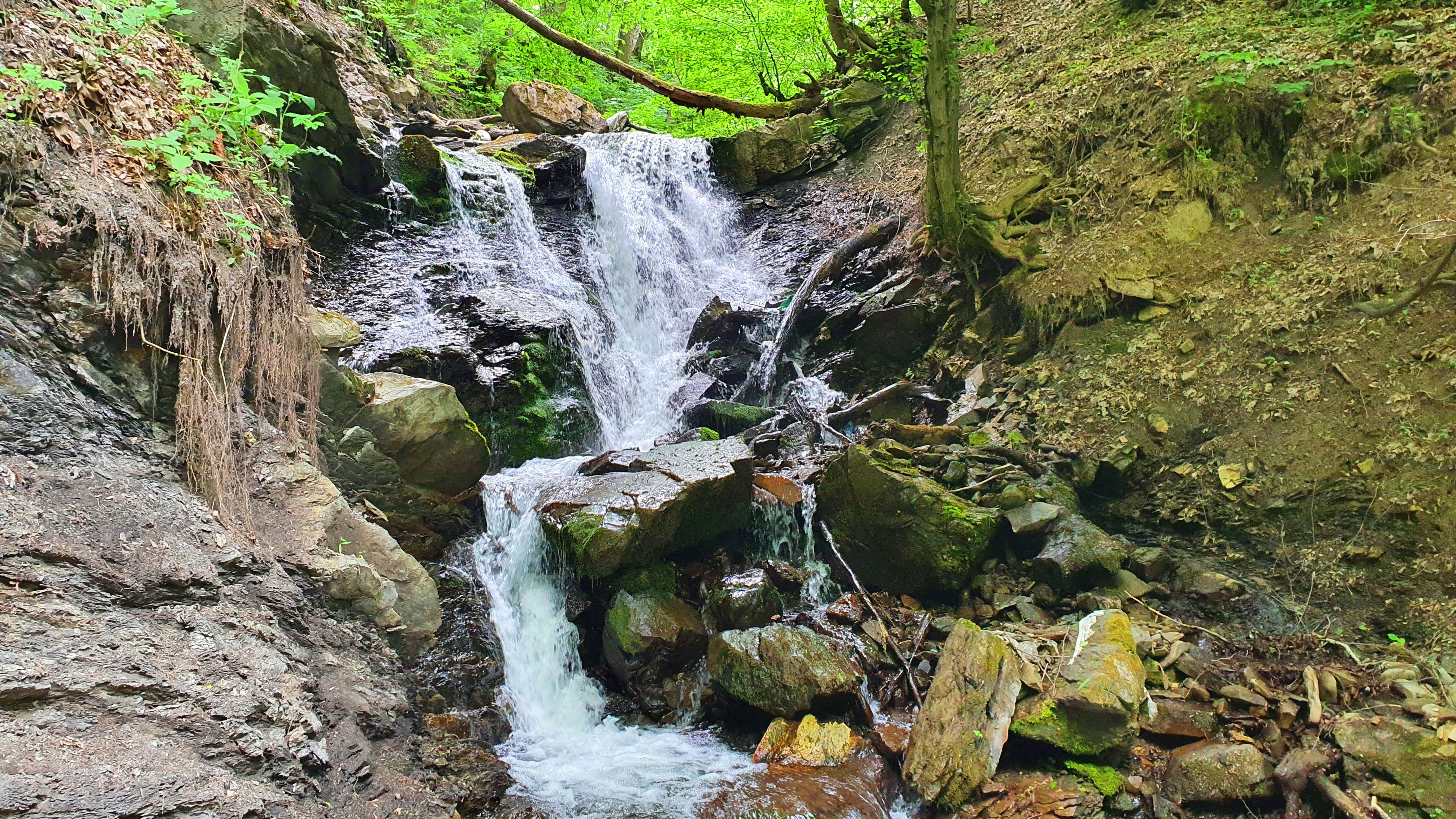
Malotrostjanecký vodopád

Západně od obce se nachází geologická přírodní památka – Trostjanecké skály. Status přírodní památky byl udělen za účelem zachování skupiny skal a skalních propastí vysokých 50-60 m. Na vodním toku Maly Trostjanec je vodopád. 